# Exformación
La exformación (del danés eksformation) es un término acuñado por el autor de divulgación científica Tor Nørretranders en su libro The User Illusion, publicado en inglés en 1998. Este concepto se refiere a la información explícitamente descartada. Sin embargo, este término tiene otros significados relativos al campo de la información, como por ejemplo información útil y relevante o un tipo específico de explosión de información.
La comunicación efectiva depende en un cuerpo compartido de conocimiento entre los interlocutores. Con ayuda de palabras, sonidos y gestos, el locutor transmite una gran cantidad de información, aunque esté implícita. Este contexto compartido se conoce como exformación. La exformación es todo lo que no decimos pero tenemos presente en nuestra mente cuando o mientras transmitimos cualquier tipo de información (teniendo en cuenta que la información es una afirmación medible y demostrable). 

## Ejemplos
Consideremos la siguiente frase: «El mejor caballo de la carrera es el número 7». La cantidad de información que porta la frase no es grande, teniendo en cuenta el punto de vista de la teoría de la información: solo unas pocas palabras. Sin embargo, asumamos que una persona que está especializada en el tema, tras haber realizado un estudio complejo de todos los caballos de carrera, le dice esta frase a alguien que está interesado en las apuestas. Los detalles se obvian, pero el receptor puede obtener el mismo valor práctico que si hubiera realizado un análisis completo.

#### El significado como propuesta, según Nørretranders
Si alguien está hablando de ordenadores, lo que se dice tiene más significado si el locutor tiene una idea previa de qué es un ordenador, para qué sirve y en qué contextos nos podemos encontrar con uno. No se puede llegar a medir la cantidad de exformación que hay en el contenido de información de un solo mensaje. En 1862, el autor Victor Hugo le preguntó a su editor cómo iba su libro más reciente, Los Miserables. El autor solo escribió «?» en su mensaje, a lo que su editor respondió «!», para indicar que se estaba vendiendo bien. Este intercambio de mensajes no tendría ningún sentido para una tercera persona porque el contexto compartido es único para aquellos que toman parte en la conversación. La cantidad de información (un solo carácter) es muy pequeña y, sin embargo, debido a la exformación, el significado se transmite con claridad.

El pensamiento, discute Nørretranders, es en realidad un proceso de envío de información y es este desperdicio (afortunadamente llamado exformación) el que está involucrado en los comportamientos automáticos de la experiencia (por ejemplo, montar en bicicleta o tocar el piano), y que es, por lo tanto, lo más preciado para nosotros como personas.
 The Guardian, septiembre de 1998